# Philippe-Louis Ier de Hanau-Münzenberg
Philippe Louis Ier, comte de Hanau-Münzenberg (21 novembre 1553 – 4 février 1580) est un noble allemand qui succède à son père dans le gouvernement du comté de Hanau-Münzenberg en 1561.

## Famille
Philippe Louis Ier est le fils du comte Philippe III de Hanau-Münzenberg (en) et la comtesse palatine Hélène de Palatinat-Simmern. Ses parrain et marraine sont :
- La duchesse Marie de Palatinat-Simmern (1519-1567), fille du margrave Casimir de Brandebourg-Culmbach, mariée à l'Électeur Frédéric III du Palatinat
- Le comte Philippe de Solms-Braunfels
- Le comte Louis de Stolberg-Königstein

Son passe-temps est de recueillir des pièces de monnaie et des médailles.

## Jeunesse

### La petite enfance
Rien n'est connu au sujet de ses premières années. En 1560, quand il a sept ans, son père le nomme huissier de justice du district de Steinau.
Un an plus tard, son père meurt et il hérite du comté de Hanau-Münzenberg. Un comité d'administration est nommé pour gouverner en son nom.

### Régence
La régence est établie par la Chambre impériale, à la demande de sa mère. Trois régents sont nommés, comme demandé: le comte Jean VI de Nassau-Dillenbourg, un arrière-grand-oncle, le comte Philippe IV de Hanau-Lichtenberg, comte de Hanau dans l'autre branche, et l'électeur Palatin Frédéric III, parfois mentionné comme chef du conseil de régence. Le comte Reinhard Ier de Solms, qui a déjà été tuteur du père de Philippe Louis, et qui lui est plus étroitement lié a apparemment été écarté lorsque la régence est établie. Il s'est pourtant attendu à être régent et a déjà accepté l'hommage des sujets. La raison est que Reinhard est catholique et Hanau-Münzenberg a adhéré à la réforme religieuse. D'autre part, le contraste entre le Calvinisme (tel qu'il est pratiqué dans le Palatinat du Rhin) et le Luthéranisme (de Hanau-Lichtenberg) n'est pas aussi marqué à cette époque qu'une génération plus tard, quand de nouveau le comte de Hanau-Lichtenberg est régent de Hanau-Münzenberg. Sous la régence de Philippe Louis Ier, les querelles sont limitées à des discussions sur l'éducation qu'il doit recevoir. En fin de compte, les tuteurs parviennent à un accord.

### L'éducation
Le jeune comte Philippe Louis est décrit par ses professeurs comme très intelligent et désireux d'apprendre. À partir de 1563, ses tuteurs examinent la possibilité de l'envoyer à l'étranger. Comme cela ne mène à rien, il reste trois ans à la cour de son tuteur, à Dillenbourg, où il fait ses études avec Henri de Nassau-Dillenbourg (1550-1574). De 1567 à 1569, ils étudient ensemble à l'Université de Strasbourg et après 1569 à l'université de Tübingen. Ici, le comte Philippe Louis est entré en contact avec la Théologie polémique au sein du mouvement Protestant.
Après un séjour dans la ville de Tübingen, l'enseignement se poursuit en France. Le comte Philippe Louis arrive à Paris en 1572. Ici, il entre en contact avec l'amiral Gaspard II de Coligny, chef des Huguenots. Il échappe de justesse au Massacre de la Saint-Barthélemy et retourne à Buchsweiler (maintenant appelé Bouxwiller), la capitale du comté de Hanau-Lichtenberg.
Il poursuit ses études à l'Université de Bâle, où il effectue des excursions en Suisse. En 1573, il voyage en Italie et visite de nombreux endroits dans le nord de l'Italie avant d'arriver à sa destination, à l'Université de Padoue. Il continue à étudier à Rome. Le voyage de retour l'emmène à Vienne en 1574. Ce programme de formation est assez extraordinaire pour un comte.

### Famille
Le comte Philippe Louis Ier se marie à Madeleine de Waldeck (1558-1599). Les sources diffèrent sur la date exacte du mariage: 2 février 1576, ou le 5 février ou le 6 février. Son tuteur, opposé au mariage, parce que Madeleine est de rang inférieur à celui des comtes de Hanau, et sa famille occupent les terres dans la Hesse et l'Archidiocèse de Cologne. Il aurait préféré une épouse d'une famille plus proche de Hanau. Cela a pu être un mariage d'amour, ou une volonté de lutter contre la domination politique de Nassau.
Philippe et Madeleine ont quatre enfants ensemble:
1. Philippe-Louis II de Hanau-Münzenberg (18 novembre 1576 – 9 août 1612).
2. Julienne (13 octobre 1577 – 2 décembre 1577), enterrée dans le chœur de l'Église sainte-Marie, à Hanau.
3. Guillaume (26 août 1578 – 14 juin 1579), également enterré dans le chœur de l'Église sainte-Marie de Hanau.
4. Albert de Hanau-Münzenberg-Schwarzenfels (12 novembre 1579 – 19 décembre 1635).

## Le gouvernement
Le 13 novembre 1562 l'empereur Ferdinand Ier passe par la résidence de Hanau sur son chemin, pour le couronnement de son fils Maximilien II, le 24 novembre 1562 à Francfort. Ferdinand est accueilli à la cour et Philippe Louis et Ferdinand vont à la chasse ensemble.
En 1563, un consistoire est fondée à Hanau, de sorte que la Réforme est institutionnalisée sur le plan administratif. Le consistoire est d'abord un département de la Chancellerie. Sous son fils, le comte Philippe Louis II, cependant, l'autorité de l'église est séparée légalement comme une institution indépendante en 1612.
En 1571, les Statuts de Solms sont publiés, en codifiant le droit tel qu'il existe dans le Comté de Solms. Ce travail est commandé par les comtes de Solms. Depuis la loi sur les territoires voisins est très similaire, le travail se propage rapidement. Les différences locales des statuts de Solms sont publiées dans des avis. Dans le comté de Hanau-Münzenberg, la collection est utilisée à partir de 1581 (si pas plus tôt) jusqu'à l'introduction du Code civil , le 1er janvier 1900.
Le comte Philippe Louis Ier gouverne le comté de manière autonome à partir de 1575. Son gouvernement est caractérisé par une manœuvre entre les différentes confessions et la puissance impériale dans la poursuite de la consolidation et du réseau des relations politiques dans l'Empire et dans la région de Wetterau. En 1578, l'Église Luthérienne de l'Ordre de Hanau-Lichtenberg est introduite à Hanau-Münzenberg. Le comte Philippe Louis est prudent, et ne suit pas, probablement à l'encontre de ses convictions personnelles, le modèle le plus radical des calvinistes. Son fils et successeur, le comte Philippe Louis II, amorce plus tard avec la soi-disant "deuxième Réforme", le virage vers le calvinisme.
Pendant le règne du comte Philippe Louis Ier, Hanau achète définitivement les villages de Dorheim, Schwalheim et Rödgen et les anciens monastères Konradsdorf et Hirzenhain et un tiers du district de Ortenberg au Comte de Stolberg. Ces zones ont déjà été promises à Hanau. Il achète également Ober-Eschbach, Nieder-Eschbach, Steinbach et Holzhausen.

## La mort
Le comte Philippe Louis Ier est mort subitement. Il se plaignait de faiblesse et des nausées pendant les trois ou quatre jours avant sa mort, mais même Philippe Louis n'avait pas pris cela très au sérieux. Il s'évanouit de façon inattendue et meurt peu après.
Il est enterré dans le chœur de l'Église sainte-Marie, à Hanau, sur le côté droit, donc près du mur sud du chœur, dans le voisinage immédiat de son père. Le sermon des funérailles a été publié. Une épitaphe a été montée au-dessus de sa tombe, qui était considéré comme un exemple majeur de Haut l'art de la Renaissance. L'épitaphe a été détruite pendant la seconde Guerre Mondiale, quelques fragments sont conservés dans le Musée Historique de Hanau. L'emplacement de l'épitaphe sur le mur sud est indiqué par quatre parenthèses vides.
Sa veuve, la comtesse Madeleine, née de Waldeck, se remarie en 1581, avec Jean VII de Nassau-Siegen.